# Нойдорф-бай-Штац
Нойдорф-бай-Штац (нем. Neudorf bei Staatz) — ярмарочная коммуна (нем. Marktgemeinde) в Австрии, в федеральной земле Нижняя Австрия. 
Входит в состав округа Мистельбах.  Население составляет 1390 человек (на 31 декабря 2005 года). Занимает площадь 40,13 км². Официальный код  —  31634.

## Политическая ситуация
Бургомистр коммуны — Гюнтер Гартнер (АНП) по результатам выборов 2005 года.
Совет представителей коммуны (нем. Gemeinderat) состоит из 19 мест.
- АНП занимает 11 мест.
- СДПА занимает 8 мест.